# Laburisti Croati - Partito del Lavoro
Laburisti Croati - Partito del Lavoro (in croato: Hrvatski Laburisti - Stranka Rada - HL-SR) è un partito politico croato di sinistra, fondato nel 2010.

## Storia
I Laburisti Croati sono stati fondati il 31 marzo 2010 da Dragutin Lesar, deputato del partito di centro Partito Popolare Croato - Liberal Democratici. Alle prime elezioni a cui hanno partecipato, quelle parlamentari del 2011, hanno conquistato, con il 5,1% dei voti, sei deputati.
Alle elezioni europee del 2013 hanno ottenuto il 5,8% ed eletto un eurodeputato, Nikola Vuljanić, che aderisce al gruppo della Sinistra Unitaria Europea/Sinistra Verde Nordica.

## Parlamentari

### Deputati
VII legislatura (2011-2015)
1. Dragutin Lesar
2. Mladen Novak - Nel 2015 aderisce a ORaH
3. Nansi Tireli
4. Zlatko Tušak - Nel 2015 aderisce a ORaH
5. Branko Vukšić - Dal 2014 indipendente
6. Nikola Vuljanić - Sostituito dal 2013 al 2015 da Nenad Pleše; dal 2015 indipendente

VIII legislatura (2015-2016)
1. Tomislav Končevski
2. Jaroslav Pecnik
3. Nansi Tireli - Dal 2016 indipendente

IX legislatura (2016-2020)
Extraparlamentare

### Europarlamentari
1. Nikola Vuljanić (VII)

## Risultati
| Elezione          | Elezione                       | Voti    | %     | Seggi   |
| ----------------- | ------------------------------ | ------- | ----- | ------- |
| Parlamentari 2011 | Parlamentari 2011              | 121.785 | 5,17  | 6 / 151 |
| Europee 2013      | Europee 2013                   | 42.750  | 5,77  | 1 / 12  |
| Europee 2014      | Europee 2014                   | 31.363  | 3,40  | 0 / 11  |
| Parlamentari 2015 | Coalizione Croazia in Crescita | 742.909 | 33,38 | 3 / 151 |
| Parlamentari 2016 | Parlamentari 2016              | 4.821   | 0,25  | 0 / 151 |
| Europee 2019      | Coalizione Amsterdam           | 55.829  | 5,20  | 0 / 11  |